# Кузин, Серафим Петрович
Серафим Петрович Кузин (29 июля [11 августа] 1903, Лампожня, Архангельская губерния — неизвестно) — советский партийный и государственный деятель. Первый секретарь Ненецкого окружного комитета ВКП(б) (1939—1946).

## Биография
Серафим Кузин родился 11 августа (29 июля по старому стилю) 1903 года в деревне Лампоженская (Лампожня) Мезенского уезда Архангельской губернии (сейчас Мезенского района Архангельской области).
В 1915 году окончил Лампоженское церковно-приходское училище.
В 1915—1917 годах работал в крестьянском хозяйстве отца, в 1917—1920 годах был рабочим Мезенского лесозавода. 
В 1920—1922 годах был секретарём исполкома Лампоженского волостного совета в Архангельской губернии.
В 1925—1929 годах служил на Рабоче-крестьянском Красном Флоте СССР. Носил звание майора.
В 1929 году вступил в ВКП(б).
Окончил Партийную школу при Архангельском губкоме ВКП(б).
В 1931 году стал секретарём бюро ВКП(б) при Мезенском лесозаводе.
В 1934—1936 годах занимал посты инструктора, второго секретаря и первого секретаря Мезенского райкома ВКП(б).
С октября 1939 по 1946 год был первым секретарём Ненецкого окружного комитета ВКП(б).
В 1948 году был назначен заместителем представителя Совета по делам колхозов при Совете министров СССР по Архангельской области.
В 1950—1951 годах был заместителем председателя Исакогорского районного исполкома совета народных депутатов Архангельска.
Дата смерти неизвестна.
Был награждён орденами «Знак Почёта» (1943) и Красной Звезды, медалями «За оборону советского Заполярья», «За доблестный труд в Великой Отечественной войне 1941—1945 гг.».